# 하르트비히부드러운털쥐
하르트비히부드러운털쥐(Praomys hartwigi)는 쥐과에 속하는 설치류의 일종이다. 카메룬에서만 발견된다. 자연 서식지는 아열대 또는 열대 기후 지역의 습윤 저산대 숲이다. 서식지 감소로 위협을 받고 있다.